# Maximinus Daia római császár
Gaius Valerius Galerius  Maximinus, általánosan elterjedt néven Maximinus Daia császár, némelykor II. Maximinus (Al-Duna vidéke, 270. november 20. – Trákia, 313 augusztusa) 308-tól 313-ig a Római Birodalom császára, eredeti nevén Daia.

## Élete, uralkodása
Daia paraszti származású volt, az Al-Duna vidékén született az újjászervezett Dacia Aureliana provinciában (ami Macedonia provinciát is magában foglalta és később az Illyricum prefektúrához tartozott). Galerius nővérének a fia, azaz az unokaöccse volt.
Nagy megbecsülésre tett szert a római hadseregben, és 305-ben örökbe fogadta anyai nagybátyja, Galerius, és megkapta a caesar címet, amihez Szíria és Egyiptom provinciák parancsnoksága tartozott.
308-ban, miután Liciniust augustusszá választották Carnuntumban, Maximinus Daiat és Constantinust filii Augustorummá nyilvánították, ami annyit tesz, hogy az „augustusok fiai”, de Maximinus saját magát augustusnak csak 310-től, a szászánidák elleni hadjárattól nevezte.
Galerius 311-ben bekövetkezett halálakor Maximinus Daia és Licinius felosztották egymás között a birodalom keleti részét, formálisan békét kötöttek egymással és nem neveztek ki új ceasarokat, ezzel a Diocletianus által bevezetett tetrarchia megszűnt, a birodalom gyakorlatilag több önálló részre bomlott, egymással rivalizáló császárok uralkodása alatt.
Daia az általa irányított birodalomrészen továbbra is folytatta a keresztények üldözését, figyelmen kívül hagyva Galerius utolsó toleranciát hirdető ediktumát. Ezzel egyidejűleg a keresztény vallás szervezeteitől független saját vallási szervezetet próbált kialakítani a saját birodalomrészében.
I. Constantinus és Licinius ezt látva megpróbálták a keresztényeket a maguk oldalára állítani és 313-ban közösen kiadták az úgynevezett Milánói ediktumot, ami a keresztények számára is engedélyezte a szabad vallásgyakorlást.
I. Constantinus és Licinius szövetségét látva és szövetségesének, az Itáliát uraló Maxentiusnak a haláláról értesülve, Daia 313-ban nyíltan szembeszállt Liciniusszal. Szíriából elindulva betört Licinius birodalmába, áprilisban átkelt a Boszporuszon, majd rövid ostrom után elfoglalta a Licinius csapatai által védett Byzantiumot. Ezután továbbvonult Heraclea ellen, amit szintén egy rövid ostrommal sikerült bevennie. Mindeközben Licinius is visszaérkezett Milánóból Hadrianopoliszba. A két sereg április 30-án találkozott Heraclea Pontica mellett, ahol Daia – csapatainak számbeli fölénye ellenére – vereséget szenvedett, és a csatatérről csak álruhában tudott elmenekülni. Először Nicomediába menekült, majd miután nem sikerült megállítani Licinius csapatainak további előrenyomulását, tovább kellett menekülnie Tarsusba, ahol júliusban vagy augusztusban tisztázatlan körülmények között meghalt. Halálát az ókori szerzők többféleképpen magyarázták: „átokkal”, „méreggel” vagy éppen „isteni igazságszolgáltatással”. Licinius a saját birodalomrészéhez csatolta Daia területeit, Daia feleségét és gyerekeit pedig kivégeztette.

## Emlékezete
Maximinus Daiat a keresztény évkönyvek rossz színben igyekeztek feltüntetni, mivel Galerius vallástoleranciát hirdető ediktuma után felújította a keresztényüldözéseket, de valószínű, hogy pontosan ezért túlságosan szigorúan ítélték meg később.